# غراهام أتكينسون
غراهام أتكينسون (بالإنجليزية: Graham Atkinson)‏ (17 مايو 1943 بليفربول في المملكة المتحدة - 5 يناير 2017) هو لاعب كرة قدم بريطاني في مركز الهجوم. لعب مع أستون فيلا وأكسفورد يونايتد.

## وصلات خارجية
- غراهام أتكينسون على موقع قاعدة بيانات كرة القدم.إي يو (الإنجليزية)